# Ute Finckh-Krämer

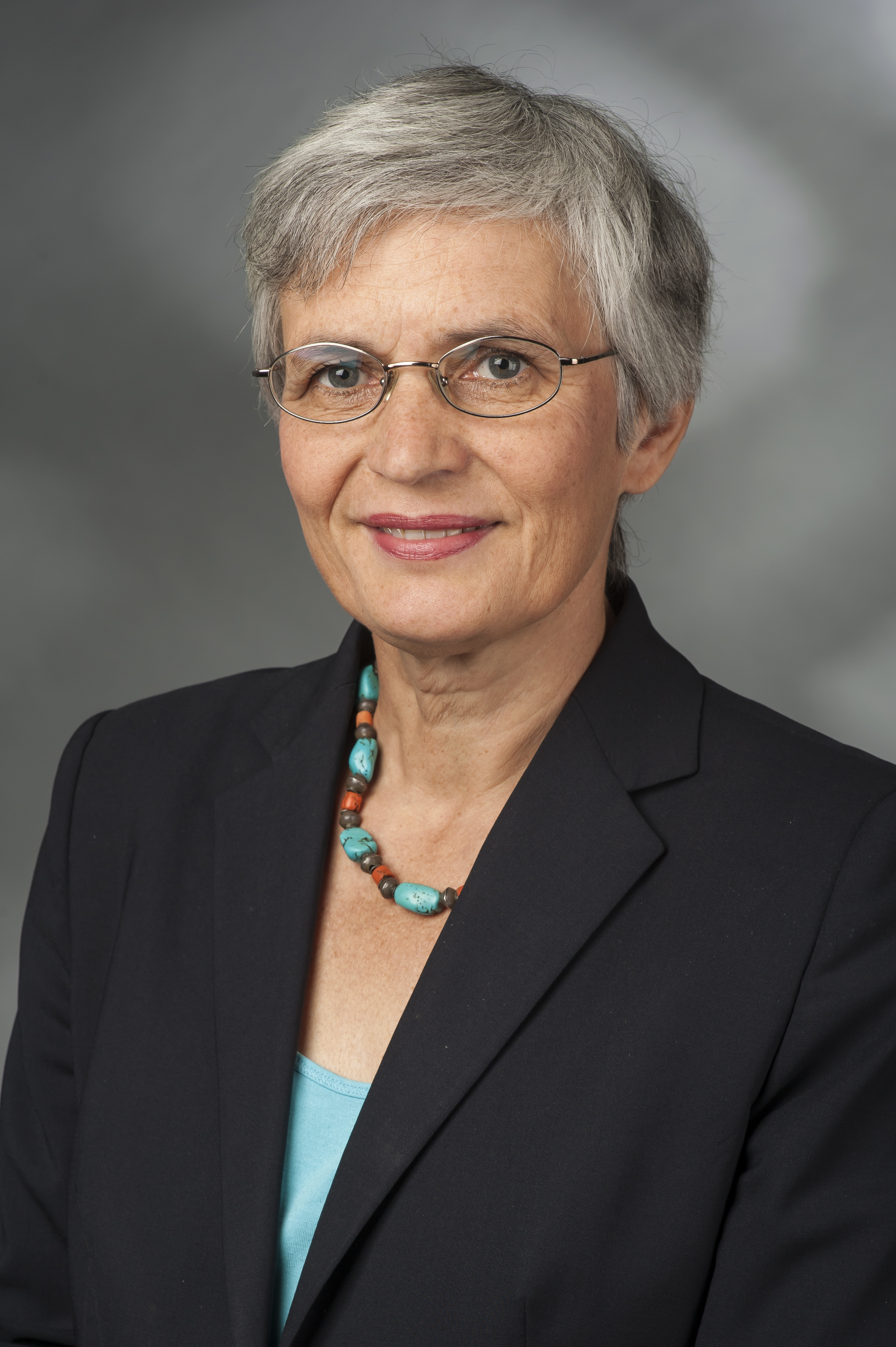
Ute Finckh-Krämer (2014)

Ute Elisabeth Finckh-Krämer (* 16. Dezember 1956 in Wiesbaden) ist eine deutsche Politikerin (SPD) und Pazifistin. Sie war von März 2005 bis März 2015 eine von zwei gleichberechtigten Vorsitzenden des Bundes für Soziale Verteidigung und ist derzeit kooptiertes Vorstandsmitglied. Im September 2013 zog sie über die Berliner Landesliste in den Deutschen Bundestag ein, dem sie bis Oktober 2017 angehörte.

## Ausbildung und Beruf
Finckh-Krämer machte im Mai 1974 ihr Abitur am Alten Gymnasium in Bremen und studierte ab Wintersemester 1974/75 Mathematik mit Nebenfach Physik an der Universität Erlangen-Nürnberg. Im Sommersemester 1977 wechselte sie an die Universität Tübingen, wo sie im April 1981 ihr Diplom in Mathematik ablegte. Im Jahr 1986 promovierte sie ebenfalls in Tübingen zum Dr. rer. nat. mit der Arbeit Beiträge zur Wahrscheinlichkeitstheorie auf einer Kingman-Struktur. Ab 1987 arbeitete sie zunächst als Dozentin in der Erwachsenenbildung, von Dezember 1994 bis August 2000 war sie im Deutschen Zentralregister für kindliche Hörstörungen tätig. Ab September 2000 war sie Referentin im Presse- und Informationsamt der Bundesregierung. Vom Antritt ihres Bundestagsmandates im Oktober 2013 bis zum 31. Januar 2018 ruhte ihr Anstellungsverhältnis wegen des Mandats. Seit Januar 2023 ist sie Rentnerin.

## Friedensbewegung
Finckh-Krämer ist seit ihrer Schulzeit friedenspolitisch aktiv. Sie hat sich aktiv gegen den NATO-Doppelbeschluss engagiert und dabei unter anderem an der Blockadeaktion in Großengstingen im Sommer 1982 mitgewirkt und sich an einer Blockadeaktion in Mutlangen im Sommer 1984 beteiligt. 1989 hat sie in Minden/Westfalen den Bund für Soziale Verteidigung (BSV) mit gegründet. Sie ist für den BSV in der Plattform Zivile Konfliktbearbeitung aktiv, seit Frühjahr 2018 als Ko-Vorsitzende des SprecherInnenrates.

## Partei
Finckh-Krämer trat mit 16 Jahren in die SPD ein. Von 1996 bis 2002 war sie Abteilungskassiererin, danach in den Jahren 2002 bis 2008 war sie Kreiskassiererin im SPD-Kreis Steglitz-Zehlendorf (Berlin) und von 2000 bis 2002 Beisitzerin im Vorstand dieses Kreises sowie im Jahre 2009 Wahlkampfbeauftragte desselben Kreises. Seit Mai 2024 ist sie Beisitzerin im Landesvorstand der Berliner SPD.

## Abgeordnete
Bei der Bundestagswahl 2013 trat Finckh-Krämer als Direktkandidatin der SPD im Wahlkreis Steglitz-Zehlendorf und auf Listenplatz 7 der Berliner Landesliste an. Sie erhielt 29,2 % der Erststimmen, unterlag damit dem CDU-Kandidaten Karl-Georg Wellmann, der 42,5 % der Erststimmen erhielt, und verpasste das Direktmandat. Über die Landesliste wurde sie Mitglied des Deutschen Bundestages (MdB).
Finckh-Krämer war Obfrau der SPD im Unterausschuss für Zivile Krisenprävention, Konfliktbearbeitung und vernetztes Handeln und stellvertretende Vorsitzende des Unterausschusses Abrüstung, Rüstungskontrolle und Nichtverbreitung. Zusätzlich war sie ordentliches  Mitglied im  Auswärtigen Ausschuss und im Ausschuss für Menschenrechte und humanitäre Hilfe. Sie unterstützte als Schriftführerin das Bundestagspräsidium und war bis zur Neubesetzung der deutschen Delegation im Januar 2018 Mitglied in der Parlamentarischen Versammlung des Europarates.
Bei der Bundestagswahl 2017 konnte sie sich mit 24,6 % der Erststimmen erneut nicht in ihrem Wahlkreis durchsetzen und unterlag dem CDU-Kandidaten Thomas Heilmann (35,4 %).  Aufgrund des schlechten Ergebnisses der SPD reichte diesmal ihr Listenplatz nicht aus, so dass sie aus dem Bundestag ausschied.

## Privates
Finckh-Krämer ist verheiratet und hat zwei erwachsene Söhne. Sie lebt seit dem Jahr 1992 im Berliner Bezirk Steglitz-Zehlendorf (bis 2001 Bezirk Steglitz). Sie ist die älteste Tochter von Ulrich Finckh. Finckh-Krämer ist evangelisch und ist Mitglied der Lukas-Kirchengemeinde Steglitz. Seit 2000 trainiert sie die japanische Kampfkunst Aikido, hält darin den 2. Dan (Nidan) und ist im Steglitzer Sport Club Südwest 1947 e. V. als Trainerin tätig.

## Veröffentlichungen
- Vertrauensbildende Maßnahmen. Zivilgesellschaftliche Impulse für ein unverzichtbares Element der Entspannungspolitik in: Mehr »Gemeinsame Sicherheit« wagen. Dossier 92, Beilage zu Wissenschaft & Frieden 2/2021.

- Deutscher Pazifismus mitverantwortlich für den Ukraine-Krieg?, in: vorgänge 09/2022, S. 123–127
- Die vielfältigen Dilemmata der Außenpolitik Moral oder Interessen, in: Neue Gesellschaft/Frankfurter Hefte 10/2023
- Die Energiewende als Beitrag zur Resilienzstärkung und Friedenssicherung in Europa (Mitautorin, Februar 2023, bei Scientists for Future)
- Friedensaufbau und Konfliktbearbeitung in der Zivilgesellschaft, in: Alois Halbmayr, Josef P. Mautner, Friedensethik der Zukunft. Zugänge, Perspektiven und aktuelle Herausforderungen, Bielefeld (transcript Verlag) 2024, S. 217–234